# Contia tenuis
Contia tenuis är en ormart som beskrevs av Baird och Girard 1852. Contia tenuis ingår i släktet Contia och familjen snokar. Inga underarter finns listade i Catalogue of Life.

## Utseende
Denna orm blir vanligen 30 cm lång och stora exemplar har en längd av cirka 47 cm. Fjällen på ovansidan har en rödbrun färg och sedan följer en längsgående gråaktig strimma på varje sida. Gränsen mot undersidan utgörs ofta av en vit linje. Undersidan har ett varierande mönster av svarta, ljusgröna, gråa eller krämfärgade fläckar. Kännetecknande är ett spetsigt fjäll vid svansens slut som liknar en nål. Antagligen används nålen liksom en ankare under strider med bytet när ormen jagar. Contia tenuis har även spetsiga tänder i underkäken som används vid jakten.

## Utbredning
Arten förekommer med flera från varandra skilda populationer i västra Nordamerika. Utbredningsområdet sträcker sig från södra Vancouverön och några mindre öar i British Columbia (Kanada) över delstaterna Washington och Oregon till centrala Kalifornien (USA). Contia tenuis lever i låglandet och i bergstrakter upp till 2010 meter över havet. Denna orm lever i olika habitat som busklandskapet Chaparral, ängar, öppna ekskogar, ödemark och kanter av barrskogar eller av tätare lövskogar.

## Ekologi
Contia tenuis vilar i underjordiska håligheter. Dessutom söker den ofta skydd bakom trädstammar eller grenar som ligger på marken, bakom stenar eller i andra gömställen. Jämförd med andra ormar i samma region är den mer aktiv under hösten och vintern. Arten föredrar regniga dagar och den är dagaktiv. Contia tenuis håller sin dvala däremot under den torra sommaren. Individerna har inga revir och ofta hittas flera exemplar i samma gömställe.
Födan utgörs nästan uteslutande av sniglar. Enligt uppskattningar äter Contia tenuis även andra snäckor och små salamandrar. Arten faller själv offer för granskrika och andra rovlevande fåglar, för olika däggdjur och för större ormar. Vid ett tillfälle iakttogs en bäckröding som fångade Contia tenuis. Inga andra fiskar som jagar ormar är dokumenterade.
Parningen sker under våren eller tidiga sommaren och sedan lägger honan 3 till 8 ägg. Troligtvis föredrar flera honor att lägga äggen i samma gömställe. Äggen kläcks under hösten.

## Status
För beståndet är inga hot kända och i utbredningsområdet inrättades flera naturreservat. IUCN kategoriserar arten globalt som livskraftig.